# Nuwaubianismo
La Nación Nuwaubiniana Unida de Moros (Yamassee), antes llamada Ciencia del Nuwaubianismo, mejor conocida simplemente como Nación Nuwaubiniana o nuwaubianismo, es una secta y nuevo movimiento religioso estadounidense heterodoxo sunita  y sufí derivado de la Nación del Islam, aunque muestra además un sincretismo entre el shaverismo y demás creencias comunes en otras religiones OVNI, lo que le ha costado ser considerada como herética entre el resto de escuelas y ramas islámicas. La secta fue fundada como Aasaar Puro Sufí por Issa al-Haadi al-Mahdi, más conocido como Dwight York, músico, escritor y líder nacionalista negro afroestadounidense, condenado por abuso sexual infantil.
Entre sus creencias, el nuwaubianismo incluye el origen extraterrestre de las diferentes razas humanas y las especies animales, y la teoría de que los  afrodescendientes son los verdaderos sucesores de los antiguos israelitas, creencias recogidas todas en su constitución oficial.

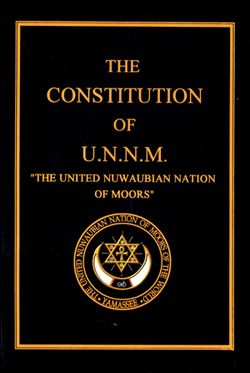
Constitución de la organización

## Historia
La fecha exacta de nacimiento de York se desconoce, aunque las autoridades la ubican entre 1935 y 1945, aparentemente nacido en Boston  (Massachusetts), aunque el propio York afirma haber nacido en Sudán, hijo de un noble príncipe sudanés y de madre egipcia. Asegura haber viajado a Egipto a estudiar el Islam con su padre, quien supuestamente sería un predicador del Islam entre las tribus nubias; y en la adolescencia habría viajado a Nueva Jersey (EE. UU.)
En 1964 fue detenido por violar a una niña de 13 años.
Tras declararse culpable, se le otorgó la libertad condicional. Violó su libertad condicional al ser encontrado con un arma y con drogas. Fue enviado a prisión durante tres años, tras los cuales se introdujo al movimiento de las Panteras Negras.
Posteriormente se cambió el nombre a Imaam Isa Abdullah y fundó un movimiento conocido como «Ciencia del Nuwaubianismo», que predicando entre los «nubios» (en realidad, los afroamericanos) y formando parte del fenómeno de los israelitas negros. También tuvo una breve carrera como cantante de música hip-hop.
En 2004, Dwight York fue sentenciado por varios cargos de abuso sexual contra menores de hasta cuatro años de edad. La totalidad de sus víctimas eran miembros de su secta. York predicaba que él ―como todos los annunaki― tenía derecho a poseer varias esposas de todas las edades.
En su defensa alegó desde ser un nativo americano de origen cherokee (contradiciendo sus afirmaciones anteriores de que era egipcio-sudanés) que debía ser juzgado por las leyes autónomas de los indígenas cherokee. Cuando se le negó ese derecho, declaró que era un diplomático liberiano al que se le debía dar inmunidad diplomática. Todos estos alegatos fueron negados y se le condenó a 135 años de cárcel.

## Creencias básicas del nuwaubianismo
Dwight York mezclo creencias del rastafarismo, la ciencia ficción, la nueva era, la ufología y las teorías racistas del nacionalismo negro, rejuntando la influencia de personajes como Mirza Ghulam Ahmad, David Icke y Richard Sharpe Shaver.
Entre sus creencias básicas están:
- Dwight York es un dios viviente, reencarnación de Melquisedec, el arcángel Gabriel y Jesús, entre otros.
- Dwight York es el Mahdi esperado por el islam.
- Los blancos han lanzado el «hechizo de Leviatán» ―Satán― contra los negros para mantenerlos sumidos en la ignorancia.
- Los nubios o melanitas ―la raza negra― son una raza superior a las demás.
- Los mongoloides y los blancos son razas inferiores degeneradas de los negros, especialmente en el caso de la raza blanca, la raza más inferior desde el punto de vista genético, según la doctrina yorkiana.
- Los blancos fueron creados artificialmente como una especie de esclavos guerreros violentos cuya función era defender las naciones y reinos de los negros de los enemigos.
- El pene de los negros es más grande, las mujeres blancas mantuvieron relaciones sexuales con los negros, posteriormente los blancos esclavizaron a la raza negra y tomaron el poder mundial.
- Los negros son llamados "cananeos", "hicsos", "amoritas" y otros términos similares.
- Los negros descienden de una especie extraterrestre (los annunaki), de piel verde porque tenían magnesio en la sangre, pero al entrar en la atmósfera de la Tierra, el magnesio fue reemplazado por hierro, de allí surgiendo el color negro en la piel.
- Los blancos son producto de la mezcla entre el mandril y el orangután, mientras que los pigmeos son la mezcla del chimpancé y el gibón.
- Las mujeres blancas tuvieron relaciones sexuales con los chacales de las montañas del Cáucaso mezclándose ambas especies y naciendo así el perro doméstico. De allí el dicho: "El perro es el mejor amigo del hombre".
- Los blancos fueron criados como carne por una especie de extraterrestres reptiloides, siendo la Venida de Cristo esperada por los cristianos realmente el regreso de los raptores, que van a cosechar la carne blanca.
- Dwight York no proviene de Egipto, de los cherokees ni de Liberia, sino del planeta Rizq; habría llegado a la Tierra en 1970 en una nave espacial llamada Nibiru, que los blancos creyeron que era el cometa Bennett.
- En 1952 los grotescos extraterrestres andromedanos ―de aspecto similar al de los predadores― asustaron al presidente Harry Truman con quien se reunieron.
- Hay más de 70 especies de «grises» y 17 especies de «reptiloides» viviendo en la Tierra. Sus fetos tienen rasgos humanos al nacer, pero si son abortados antes del parto, mantienen el aspecto extraterrestre.
- Algunos de los fetos abortados sobreviven y son criados en las alcantarillas, preparándolos para conquistar el mundo.
- Hollywood dice la verdad de eventos reales en las películas de ciencia ficción aunque disfrazados para que nadie crea a quienes saben la verdad, así por ejemplo Yoda es en realidad un simbolismo del maestro reptiliano Judá que lidera a los masones, y Jedi es un simbolismo del yeti, una especie extraterrestre malévolo y físicamente similar a los wookie.
- Para el nuwaubianismo, la ciencia ficción es una forma de representar la realidad del mundo, solo que el ser humano es tan débil que no llega a comprender las cosas tal y como son.
- Comían perro los martes.
- El Homo sapiens es el resultado de experimentos genéticos realizados con Homo erectus en Marte.
- El escultor ocultista estadounidense (de origen letón) Edward Leedskalnin (1887-1951) y el ingeniero eléctrico serbio Nikola Tesla (1856-1943) en realidad eran venusianos.
- Las aves no evolucionaron de dinosaurios, sino de peces.
- El tiranosaurio rex evolucionó de los «grises».
- Las personas muy obesas ―no las delgadas― son descendientes genéticos de los deros (ver Richard Sharpe Shaver), monstruosos seres obesos con nariz de elefante.
- Los blancos ―como vampiros― extraen mucha sangre de los negros porque necesitan alimentarse de sangre, debido a que su blancura es símbolo de debilidad sanguínea.
- Los blancos han hecho que las bebidas alcohólicas sean baratas para que los negros puedan acceder a ellas y de esa manera sus órganos puedan preservarse mejor para ser usados posteriormente en trasplantes para blancos.
- La música disco es mala, y se creó para maldecir las almas de los negros.
- El papa católico, los reyes de Inglaterra, la élite política de los Illuminati y el Grupo Bilderberg se reúnen una vez al año en un sabbath para adorar al diablo y sacrificar a un niño negro.
- El Anticristo ha sido concebido mediante el cuerpo de Jacqueline Kennedy Onassis.
- Consideran que la civilización egipcia fue negra.
- Los nativos americanos yamasee eran de origen africano, razón por la cual los nuwaubianos a veces se llaman a sí mismos yamasee.[9]
- Adolf Hitler era un negro albino.
- Hay un grupo de nuwaubianos que, a su vez, se consideran indios norteamericanos relacionados con los creek. Este grupo está presidido por Derrich Sanders, también conocido como “Halcón Negro”. Sin embargo, los indios creek rechazan que se les relacione con ellos.

## Personas relacionadas con el nuwaubianismo
- Al Sharpton, uno de los más importantes activistas por los derechos civiles en Estados Unidos y candidato para la nominación presidencial por el Partido Demócrata, siempre ha defendido a esta secta.
- En ocasiones, el actor Wesley Snipes ha sido asociado con el nuwaubianismo, aunque tanto como él como su representante siempre lo han negado.
- El rapero MF DOOM, era seguidor de las enseñanzas de Malachi Z York, líder del movimiento del Nuwaubianismo